# Lesley Selander
Lesley Selander (* 26. Mai 1900 in Los Angeles, Kalifornien; † 5. Dezember 1979 in Los Alamitos, Kalifornien) war ein US-amerikanischer Film- und Fernsehregisseur, der in seiner über 40 Jahre langen Karriere hauptsächlich Western drehte.

## Leben und Werk
Lesley Selanders Karriere beim Film begann in den frühen 1920er Jahren. Bereits als Teenager arbeitete er als Labortechniker; nach einiger Zeit hatte er eine gesicherte Anstellung und stieg die Karriereleiter vom Kameramann zum Assistenzdirektor hinauf. Als Regieassistent arbeitete Selander an Filmen wie Liebe nach Noten (The Cat and the Fiddle, 1934), Skandal in der Oper (A Night at the Opera, 1935) und Fritz Langs Blinde Wut (Fury, 1936).
Im Laufe seiner Karriere als Regisseur von 1936 bis 1968 arbeitete Selander an über 127 Spielfilmen und 15 Fernsehserien mit. Er drehte überwiegend Western im B-Movie-Bereich, durch seine Professionalität und Begeisterung hatte er jedoch die Klasse eines A-Movie-Regisseurs.
Als der Markt für B-Western gestorben war, wandte Selander sich, wie viele andere B-Movie-Regisseure, dem Fernsehen zu. Dort arbeitete er unter anderem an Serien wie Lassie (1955–1959) und Am Fuß der blauen Berge (Laramie, 1959–1963). Mit einigen alternden Westernstars drehte Selander in der Mitte und zum Ende der 1960er Jahre noch einige Western für den Produzenten AC Lyles.
Selander war auch bekannt unter den Namen Leslie Selander, R. L. Selander, Lester Selander, Les Selander, R. Lesley Selander und R. Leslie Selander.
Lesley Selander ging 1968 in den Ruhestand. Er verstarb am 5. Dezember 1979 im Alter von 79 Jahren in Los Alamitos (Kalifornien). Seine Grabstätte befindet sich auf dem Forest Lawn Memorial Park Cemetery in Glendale, Kalifornien.

## Filmografie
Spielfilme
- 1925: Der Mann aus dem Steckbrief (Durand of the Bad Lands, Regieassistent)
- 1929: Etappe 1918 (True Heaven, Regieassistenz)
- 1936: The Boss Rider of Gun Creek
- 1936: Ride ’Em Cowboy
- 1936: Empty Saddles
- 1937: Sandflow
- 1937: The Barrier
- 1937: Left-Handed Law
- 1937: Smoke Tree Range
- 1937: Hopalong Rides Again
- 1938: Partners of the Plains
- 1938: Cassidy of Bar 20
- 1938: Im Herzen von Arizona (Heart of Arizona)
- 1938: Bar 20 Justice
- 1938: Pride of the West
- 1938: The Mysterious Rider
- 1938: The Frontiersmen
- 1939: Gentleman Cowboy (Sunset Trail)
- 1939: Männer ohne Nerven (Silver on the Sage)
- 1939: Heritage of the Desert
- 1939: The Renegade Trail
- 1939: Teufelsreiter von Texas (Range War)
- 1940: Santa Fe Marshal
- 1940: Knights of the Range
- 1940: The Light of Western Stars
- 1940: Hidden Gold
- 1940: Stagecoach War
- 1940: Cherokee Strip
- 1940: Drei Männer aus Texas (Three Men from Texas)
- 1941: Todeskarawane (Doomed Caravan)
- 1941: The Roundup
- 1941: Piraten zu Pferde (Pirates on Horseback)
- 1941: Die Wölfe von Kansas (Wide Open Town)
- 1941: Riders of the Timberline
- 1941: Stick to Your Guns
- 1942: Thundering Hoofs
- 1942: Bandit Ranger
- 1942: Undercover Man
- 1942: Red River Robin Hood
- 1942: Lost Canyon
- 1943: Border Patrol
- 1943: Fracht für Missouri (Buckskin Frontier)
- 1943: Colt Comrades
- 1943: Bar 20
- 1943: Riders of the Deadline
- 1944: Lumberjack
- 1944: Forty Thieves
- 1944: Call of the Rockies
- 1944: Bordertown Trail
- 1944: Stagecoach to Monterey
- 1944: Cheyenne Wildcat
- 1944: Sheriff of Sundown
- 1944: Firebrands of Arizona
- 1944: Sheriff of Las Vegas
- 1945: Great Stagecoach Robbery
- 1945: The Vampire’s Ghost
- 1945: Three’s a Crowd
- 1945: Trail of Kit Carson
- 1945: Phantom of the Plains
- 1945: The Fatal Witness
- 1945: Jungle Raiders
- 1946: The Catman of Paris
- 1946: Passkey to Danger
- 1946: Traffic in Crime
- 1946: Night Train to Memphis
- 1946: Out California Way
- 1947: The Pilgrim Lady
- 1947: Last Frontier Uprising
- 1947: Die Dame und der Cowboy (Saddle Pals)
- 1947: Robin Hood of Texas
- 1947: Blackmail
- 1947: Der rote Teufel (The Red Stallion)
- 1948: Der Rächer von Texas (Panhandle)
- 1948: Guns of Hate
- 1948: Tochter der Prärie (Belle Starr’s Daughter)
- 1948: Strike it Rich
- 1948: Der Colt sitzt locker (Indian Agent)
- 1949: Brothers in the Saddle
- 1949: Rustlers
- 1949: The Sky Dragon
- 1949: Weiße Banditen (Stampede)
- 1949: Masked Raiders
- 1949: The Mysterious Desperado
- 1950: Riders of the Range
- 1950: Geheimagent in Wildwest (Dakota Lil)
- 1950: Storm Over Wyoming
- 1950: Rider from Tucson
- 1950: Rio Grande Patrol
- 1950: The Kangaroo Kid
- 1950: Short Grass
- 1951: Law of the Badlands
- 1951: Saddle Legion
- 1951: Ich war eine amerikanische Spionin (I Was an American Spy)
- 1951: Reiter gegen Sitting Bull (Cavalry Scout)
- 1951: Gunplay
- 1951: Der maskierte Kavalier (The Highwayman)
- 1951: Pistol Harvest
- 1951: Flight to Mars
- 1951: Overland Telegraph
- 1952: Fort Osage
- 1952: Trail Guide
- 1952: Road Agent
- 1952: Desert Passage
- 1952: Schlachtzone Pazifik (Battle Zone)
- 1952: Sturmgeschwader Komet (Flat Top)
- 1952: Gier nach Gold (The Raiders)
- 1953: Fort der Rache (Fort Vengeance)
- 1953: Mit Winchester und Peitsche (Cow Country)
- 1953: Brennpunkt Algier (Fort Algiers)
- 1953: Im Tal des Verderbens (War Paint)
- 1953: Geheimkommando Afrika (The Royal African Rifles)
- 1953: Fighter Attack
- 1954: Kampfstaffel Feuerdrachen (Dragonfly Squadron)
- 1954: Pfeile in der Dämmerung (Arrow in the Dust)
- 1954: Die Hand am Abzug (The Yellow Tomahawk)
- 1954: Return from the Sea
- 1955: Ritt in die Hölle (Shotgun)
- 1955: Der Teufel im Sattel (Tall Man Riding)
- 1955: Fort Yuma
- 1955: Wüstensand (Desert Sands)
- 1956: Gegen das Gesetz (The Broken Star)
- 1956: Verraten und verkauft (Quincannon: Frontier Scout)
- 1957: Alarm in Fort Bowie (Tomahawk Trail)
- 1957: Fort Laramie (Revolt at Fort Laramie)
- 1957: Outlaw’s Son
- 1957: The Wayward Girl
- 1957: Taming Sutton’s Gal
- 1958: Der Held mit der Maske (The Lone Ranger and the Lost City of Gold)
- 1965: War Party
- 1965: Fort Courageous
- 1965: Convict Stage
- 1965: Revolver diskutieren nicht (Town Tamer)
- 1966: Der Mann aus Texas (The Texican)
- 1967: Die gesetzlosen Drei (Fort Utah)
- 1968: Die Wegelagerer (Arizona Bushwhackers)

Serien
- 1952–1953: Cowboy G-Men (3 Folgen)
- 1955–1959: Lassie (Lassie, 54 Folgen)
- 1956: Abenteuer im wilden Westen (Zane Grey Theater, Folge 1x13)
- 1957–1958: Fury (9 Folgen)
- 1958–1959: Fernfahrer Malone (Cannonball, 28 Folgen)
- 1959–1963: Am Fuß der blauen Berge (Laramie, 46 Folgen)
- 1960: Overland Trail (Folge 1x15)
- 1961–1962: The Tall Man (7 Folgen)
- 1966: Daniel Boone (Folge 3x14)

Als Kameramann
- 1925: Wolf Blood